# Citybanan
Le Citybanan (en français « chemin de fer urbain ») est un tunnel ferroviaire parcouru par les trains de banlieue de Stockholm. Il est entré en service le 10 juillet 2017. 
Sa construction a permis de résoudre la congestion de la voie ferrée en surface traversant le centre de Stockholm. Le Citybanan comprend deux gares souterraines : Stockholm City (en) et Odenplan (en).